# Tamarama, New South Wales
Tamarama este o suburbie în Sydney, Australia.